# Religija u Sloveniji
Religija u Sloveniji zastupljena je s nekoliko vjerskih zajednica.

## Povijest
U starom vijeku ovdje su se štovali plemenski kultovi. U starorimskoj državi štovala su se rimska božanstva. U toj su religiji bili utjecaj starogrčke i etruščanske religije. Pojava kršćanstva zahvatila je zapadne krajeve. Istočna polovica današnje Slovenije zahvaćena je kršćanstvom poslije 5. stoljeća i pokrštavana je do 9. stoljeća. Doseljavanjem Slavena raširila se slavenska vjera, a germanska osvajanja širila su germansku vjeru. Pokrštavanje Slovenaca uslijedilo je vrlo brzo. Slovenija je tradicijski kršćanska zemlja zapadne Crkve, t.j. rimokatoličanstva. Od starog je vijeka naklonjena zapadnoj Crkvi. Velika šizma nije pogodila odanost Rimu. Zapadni raskol pogodile su slovenske krajeve na lokalnoj razini. Osmanska osvajanja rezultirala su manjim brojem doseljenih pravoslavnih Vlaha u jugoistočnoj Sloveniji (Bijela krajina). Pojava protestantizma osjetila se, uglavnom luterani, ali nije ugrozilo dominaciju rimokatoličanstva. Islam i pravoslavlje dolaze tek ulaskom u Jugoslaviju, osobito industrijalizacijom, kad su za potrebe tvornica doselili brojni muslimani iz Bosne i Hercegovine koji su radili poslove za koje je bila dostatna niža školska sprema. Broj pravoslavnih raste također i zbog doseljavanja činovnika, osoblja milicije i JNA, ponajviše srpske i crnogorske nacionalnosti.

## Vjerska struktura
Procjene koje navodi CIA govore o sljedećem vjerskom sastavu, a pozivaju se na popis 2002.:
- rimokatolici 57,8%
- muslimani (suniti) 2,4%
- pravoslavni (Srpska pravoslavna Crkva) 2,3%
- ostali kršćani 0,9%
- neafilirani 3,5%
- ostalo ili nespecificirano 23%
- nikoje vjere 10,1%

## Galerija
- Širenje kršćanstva u Europi i na Sredozemlju.
- Europa u doba velike podjele 1054. godine.
- Religija u Europi, na Sredozemlju i na Bliskom Istoku 1100.
- Zapadni raskol. Pristaše avignonskog (crveno) i rimskog (plavo) pape. 1409. slika se mijenja pojavom pisanskog pape. Zemljovid još nije potpun i točan.
- Religije u Europi 1560.